# Rubem Braga

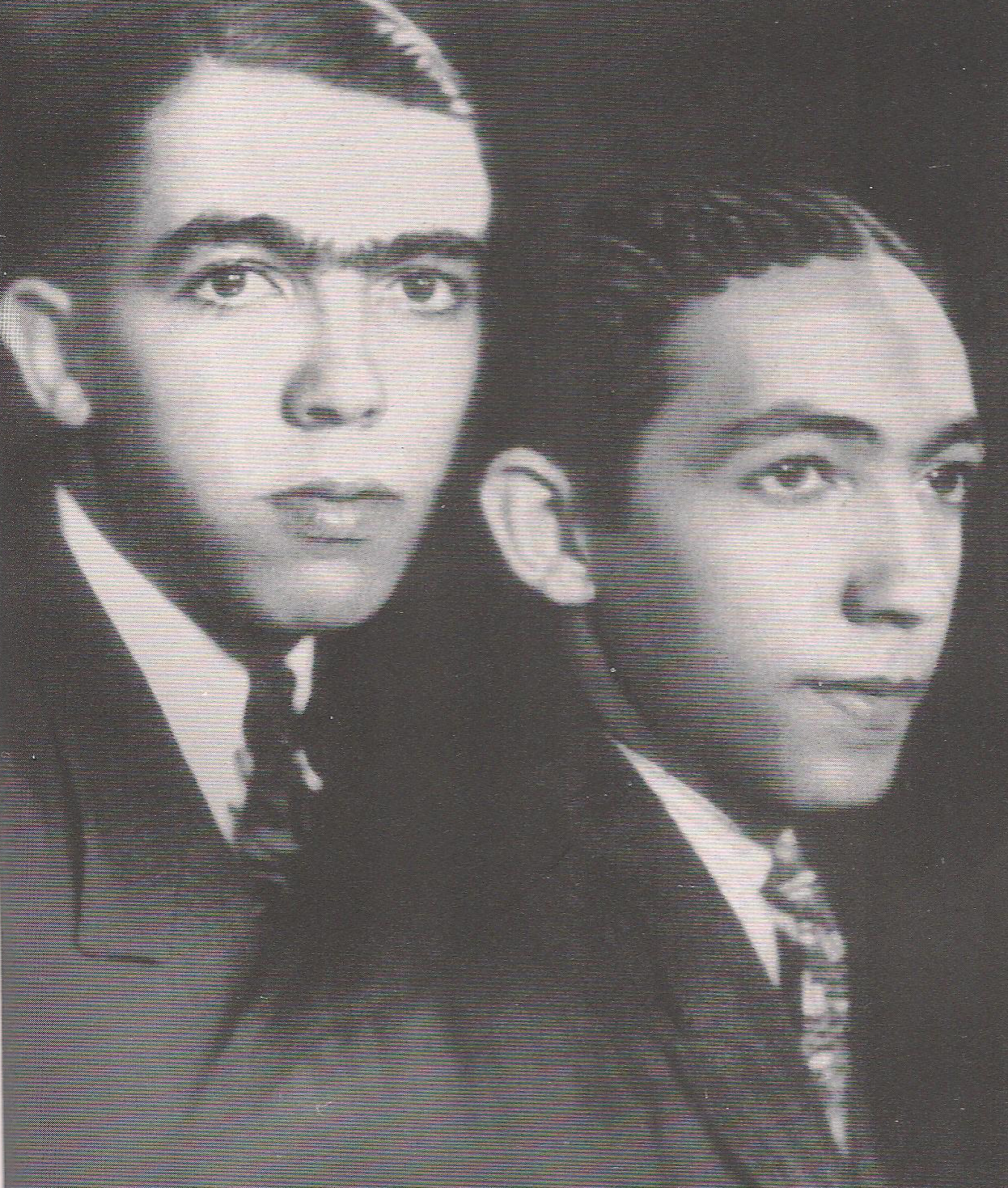
Rubem Braga (links) und Newton Braga, 1932.

Rubem Braga (* 12. Januar 1913 in Cachoeiro de Itapemirim, Espírito Santo; † 19. Dezember 1990 in Rio de Janeiro) war ein brasilianischer Diplomat, Jurist, Journalist und Schriftsteller.

## Leben und Wirken
Braga war ein Sohn von Francisco de Carvalho Braga und dessen Ehefrau Rachel Coelho Braga; der Journalist Newton Braga (1911–1962) war sein älterer Bruder.
Braga verbrachte seine frühe Kindheit in seiner Heimatstadt, wurde aber für die Schulzeit zu Verwandten nach Niterói  (Rio de Janeiro) gebracht. Er studierte Rechtswissenschaft in Rio de Janeiro, wechselte aber später im selben Fach nach Belo Horizonte (Minas Gerais), wo er 1932 erfolgreich dieses Studium abschließen konnte.
Im Anschluss daran begann Braga für verschiedene Zeitungen und Zeitschriften der Diários Associados zu schreiben. Bereits während seines Studiums hatte er über die Machtübernahme von Getúlio Vargas berichtet. Zu Beginn des Zweiten Weltkriegs entsandte ihn die Zeitung Diário Carioca als Korrespondent nach Italien. Eines seiner wichtigsten Themen war natürlich die Força Expedicionária Brasileira (FEB). Nach Kriegsende kehrte Braga mit einem der ersten Schiffe nach Brasilien zurück und ließ sich in Rio de Janeiro nieder.
Seiner Artikel wegen, die oft kontroverse Diskussionen entfachten, wurde Braga unter den Präsidenten João Café Filho (1954/55), Carlos Coimbra da Luz (1955) und Nereu Ramos (1955/56) mehrere Male inhaftiert. Zusammen mit seinen Kollegen Otto Lara Resende und Fernando Sabino gründete Braga 1967 den Verlag Editora Sabiá; u. a. um von Verlagen unabhängig zu werden.
Als Jânio Quadros zum Präsidenten Brasilien gekürt worden war, entsandte er Braga als Diplomat an den Hof von König Hassan II. nach Rabat (Marokko). Als Pascoal Ranieri Mazzilli dieses Mandat nicht verlängerte, kehrte Braga nach Brasilien zurück und arbeitete nun für Rede Globo.
Rubem Braga starb 24 Tage vor seinem 77. Geburtstag am 19. Dezember 1990 in Rio de Janeiro und fand dort auch seine letzte Ruhestätte. Zu Ehren der Brüder Braga wurde in Cachoeiro de Itapemirim das Literaturmuseum Casa dos Bragas eingerichtet. In Cachoeiro de Itapemirim trägt auch das Teatro Municipal seinen Namen.

## Rezeption
Neben seinen journalistischen Arbeiten entstand mit den Jahren auch ein eigenständiges literarisches Werk, für das er vom Publikum wie auch von der offiziellen Kritik immer wieder gelobt wurde. Mit seinem Werk O Conde e o Passarinho konnte er 1936 erfolgreich debütieren. Bekannt und dafür gelobt bis heute ist Braga für seine Kurzgeschichten, die sehr oft zuerst im Feuilleton bzw. der Literaturbeilage verschiedener Zeitungen erschienen.

## Werke (Auswahl)

### Autor
Autobiographie
- Casa dos Braga. Memória de Infância. 1990.

Kurzgeschichten
- 50 Crônicas escolhidas. 1951.
- 100 Crônicas Escolhidas. 1958.
- 200 Crônicas escolhidas. 1985.
- Os Melhores contos de Rubem Braga. 1989.
- Pequena Antologia do Braga. 1990.

Sachbücher
- Com a FEB na Itália. 1945.
- Crônicas de Guerra. FEB. 1964.

Werkausgabe
- David Arrigucei (Hrsg.): Rubem Braga. Global Editoria, São Paulo 1985.

### Übersetzungen
- Vicki Baum: O lago do amor (Hell in Frauensee). Olympio, Rio de Janeiro 1943.
- Antoine de Saint-Exupéry: Terra dos homens (Wind, Sand und Sterne). Olympio, Rio de Janeiro 1964.